# Elecciones generales del Donbás de 2018
El 11 de noviembre de 2018 se celebraron elecciones por las Repúblicas Populares de Donetsk y Lugansk. Como resultado de una guerra que comenzó en abril de 2014, estas entidades no reconocidas internacionalmente controlan partes de las provincias de Donetsk y Lugansk en el este de Ucrania, que en conjunto se denominan región de Donbás. Anteriormente se celebraron elecciones en 2014. Los votantes debían elegir al Jefe de la República Popular de Donetsk y al Jefe de la República Popular de Lugansk, así como a los diputados de dos parlamentos: el Consejo Popular de la República Popular de Donetsk, con 100 escaños, y el Consejo Popular de la República Popular de Lugansk, con 50.

## Elecciones

### República Popular de Donetsk
Para la elección del jefe de Estado, se postularon cinco candidatos: Denis Pushilin, Roman Khramenkov, Elena Shishkina, Vladimir Medvedev y Roman Yevstifeev. Al igual que la elección anterior, las organizaciones República de Donetsk y Donbás Libre participaron en la elección de los diputados del Consejo Popular.

### República Popular de Lugansk
Para la elección del jefe de Estado, se postularon cuatro candidatos: Leonid Pasechnik, Oleg Koval, Natalia Sergun y Lyudmila Rusak. Al igual que la elección anterior, Paz para la Región de Lugansk y la Unión Económica de Lugansk participaron en la elección de los diputados del Consejo Popular.

## Resultados
Según un reporte de la agencia TASS, la participación electoral en Lugansk fue del 77%, mientras que la participación electoral en Donetsk, fue del 80,1%.

### República Popular de Donetsk

#### Jefe de Estado
| Candidato                 | Partido                   | %     |
| ------------------------- | ------------------------- | ----- |
| Denis Pushilin            | República de Donetsk      | 60,85 |
| Roman Khramenkov          | Independiente             | 14,28 |
| Elena Shishkina           | Donbás libre              | 9,27  |
| Roman Yevstifeev          | Independiente             | 7,76  |
| Vladimir Medvedev         | Independiente             | 6,49  |
| Votos inválidos/en blanco | Votos inválidos/en blanco | 1,34  |
| Total                     | Total                     | 100,0 |

#### Parlamento
| Partido                   | Partido                   | %     | Escaños | +/- |
| ------------------------- | ------------------------- | ----- | ------- | --- |
|                           | República de Donetsk      | 72,38 | 74      | 6   |
|                           | Donbás libre              | 26,02 | 26      | 6   |
| Votos inválidos/en blanco | Votos inválidos/en blanco | 1,6   | –       | –   |
| Total                     | Total                     | 100,0 | 100     | 100 |

### República Popular de Lugansk

#### Jefe de Estado
| Candidato                                                       | Partido                            | Votos   | %     |
| --------------------------------------------------------------- | ---------------------------------- | ------- | ----- |
| Leonid Pasechnik                                                | Paz para la Región de Lugansk      | 596.230 | 68,30 |
| Oleg Koval                                                      | Unión Económica de Lugansk         | 144.441 | 16,55 |
| Natalia Sergun                                                  | Independiente                      | 69.396  | 7,95  |
| Lyudmila Rusnak                                                 | Independiente                      | 51.500  | 5,90  |
| Total                                                           | Total                              | 861.567 | 100,0 |
| Votantes registrados/participación                              | Votantes registrados/participación | –       | –     |
| Fuente: CEC Archivado el 16 de mayo de 2021 en Wayback Machine. |                                    |         |       |

#### Parlamento
| Partido                   | Partido                       | %     | Escaños | +/- |
| ------------------------- | ----------------------------- | ----- | ------- | --- |
|                           | Paz para la Región de Lugansk | 74,12 | 37      | 2   |
|                           | Unión Económica de Lugansk    | 25,16 | 13      | 2   |
| Votos inválidos/en blanco | Votos inválidos/en blanco     | –     | –       | –   |
| Total                     | Total                         | 100,0 | 50      | 50  |

## Reacciones
La Unión Europea y los Estados Unidos decidieron no reconocer las elecciones, ya que a su juicio violaban los términos establecidos en el Protocolo de Minsk. El entonces presidente de Ucrania, Petro Poroshenko, calificó las elecciones de "ilegales" e indicó que "representan un ejemplo más de la actividad subversiva rusa." El portavoz del gobierno ruso, Dmitry Peskov, reconoció que Rusia tiene influencia sobre los líderes de la región, pero dijo que "no es ilimitada".